# لامدا العقاب
لامدا العقاب (باللاتينية: Lambda Aquilae) هو نجم في كوكبة العقاب. له قدر مرئي ظاهري يبلغ 3.43، وهو لامع بما يكفي لرؤيته بالعين المجردة. قياسات اختلاف المنظر تضعه على مسافة قرابة 125 سنة ضوئية (38 فرسخ نجمي) من الأرض.